# Ectropis albipunctata
Ectropis albipunctata är en fjärilsart som beskrevs av Inoue 1955. Ectropis albipunctata ingår i släktet Ectropis och familjen mätare. Inga underarter finns listade i Catalogue of Life.